# Chauconin-Neufmontiers
Chauconin-Neufmontiers és un municipi francès, situat al departament de Sena i Marne i a la regió d'Illa de França. L'any 2007 tenia 2.560 habitants.
Forma part del cantó de Claye-Souilly, del districte de Meaux i de la Comunitat d'aglomeració del Pays de Meaux.

## Demografia

### Població
El 2007 la població de fet de Chauconin-Neufmontiers era de 2.560 persones. Hi havia 638 famílies, de les quals 90 eren unipersonals (43 homes vivint sols i 47 dones vivint soles), 187 parelles sense fills, 307 parelles amb fills i 54 famílies monoparentals amb fills.
La població ha evolucionat segons el següent gràfic:
Habitants censats

### Habitatges
El 2007 hi havia 683 habitatges, 651 eren l'habitatge principal de la família, 10 eren segones residències i 23 estaven desocupats. 621 eren cases i 62 eren apartaments. Dels 651 habitatges principals, 546 estaven ocupats pels seus propietaris, 93 estaven llogats i ocupats pels llogaters i 11 estaven cedits a títol gratuït; 1 tenia una cambra, 20 en tenien dues, 63 en tenien tres, 158 en tenien quatre i 408 en tenien cinc o més. 546 habitatges disposaven pel capbaix d'una plaça de pàrquing. A 236 habitatges hi havia un automòbil i a 373 n'hi havia dos o més.

### Piràmide de població
La piràmide de població per edats i sexe el 2009 era:
| Homes | Edats   | Dones |
| ----- | ------- | ----- |
| 0     | 95 o +  | 0     |
| 4     | 90 a 94 | 0     |
| 8     | 85 a 89 | 4     |
| 0     | 80 a 84 | 12    |
| 8     | 75 a 79 | 16    |
| 16    | 70 a 74 | 24    |
| 24    | 65 a 69 | 28    |
| 36    | 60 a 64 | 32    |
| 56    | 55 a 59 | 32    |
| 44    | 50 a 54 | 76    |
| 76    | 45 a 49 | 52    |
| 60    | 40 a 44 | 80    |
| 52    | 35 a 39 | 52    |
| 36    | 30 a 34 | 28    |
| 36    | 25 a 29 | 56    |
| 48    | 20 a 24 | 48    |
| 52    | 15 a 19 | 68    |
| 48    | 10 a 14 | 40    |
| 56    | 5 a 9   | 56    |
| 48    | 0 a 4   | 44    |

## Economia
El 2007 la població en edat de treballar era de 1.893 persones, 947 eren actives i 946 eren inactives. De les 947 persones actives 889 estaven ocupades (465 homes i 424 dones) i 58 estaven aturades (26 homes i 32 dones). De les 946 persones inactives 109 estaven jubilades, 112 estaven estudiant i 725 estaven classificades com a «altres inactius».

### Ingressos
El 2009 a Chauconin-Neufmontiers hi havia 667 unitats fiscals que integraven 1.981 persones, la mediana anual d'ingressos fiscals per persona era de 22.832 €.

### Activitats econòmiques
Dels 55 establiments que hi havia el 2007, 1 era d'una empresa extractiva, 1 d'una empresa alimentària, 1 d'una empresa de fabricació de material elèctric, 4 d'empreses de fabricació d'altres productes industrials, 10 d'empreses de construcció, 12 d'empreses de comerç i reparació d'automòbils, 8 d'empreses de transport, 3 d'empreses d'hostatgeria i restauració, 1 d'una empresa immobiliària, 8 d'empreses de serveis, 2 d'entitats de l'administració pública i 4 d'empreses classificades com a «altres activitats de serveis».
Dels 15 establiments de servei als particulars que hi havia el 2009, 2 eren tallers de reparació d'automòbils i de material agrícola, 1 guixaire pintor, 1 fusteria, 6 lampisteries, 1 electricista, 2 perruqueries, 1 restaurant i 1 tintoreria.
Dels 5 establiments comercials que hi havia el 2009, 1 era una botiga de més de 120 m², 1 una botiga de menys de 120 m², 1 una llibreria, 1 una botiga de roba i 1 una joieria.
L'any 2000 a Chauconin-Neufmontiers hi havia 6 explotacions agrícoles.

## Equipaments sanitaris i escolars
El 2009 hi havia una escola elemental.

## Poblacions més properes
El següent diagrama mostra les poblacions més properes.